# هوروديشتشي
هوروديشتشي (Городище) هي مدينة في محافظة تشيركاسي في أوكرانيا.
يبلغ عدد سكانها حوالي 14,856 نسمة.